# Trilochana triscoliopsis
Trilochana triscoliopsis is een vlinder uit de familie wespvlinders (Sesiidae), onderfamilie Sesiinae.
Trilochana triscoliopsis is voor het eerst wetenschappelijk beschreven door Rothschild in 1925. De soort komt voor in het Oriëntaals gebied.